# Branč
Branč és un poble i municipi d'Eslovàquia que es troba a la regió de Nitra, al sud-oest del país. El 2021 tenia 2.168 habitants. És documentat per primera vegada el 1156.

## Demografia
| Godina             | 1994 | 2004   | 2014   | 2024   |
| ------------------ | ---- | ------ | ------ | ------ |
| Nombre de persones | 2007 | 2065   | 2202   | 2169   |
| Diferència         |      | +2,88% | +6,63% | −1,49% |

| Godina             | 2023 | 2024   |
| ------------------ | ---- | ------ |
| Nombre de persones | 2172 | 2169   |
| Diferència         |      | −0,13% |